# Colpochila nasuta
Colpochila nasuta är en skalbaggsart som beskrevs av Britton 1986. Colpochila nasuta ingår i släktet Colpochila och familjen Melolonthidae. Inga underarter finns listade i Catalogue of Life.